# 基督受洗 (威尼斯圣西尔物斯德肋堂)

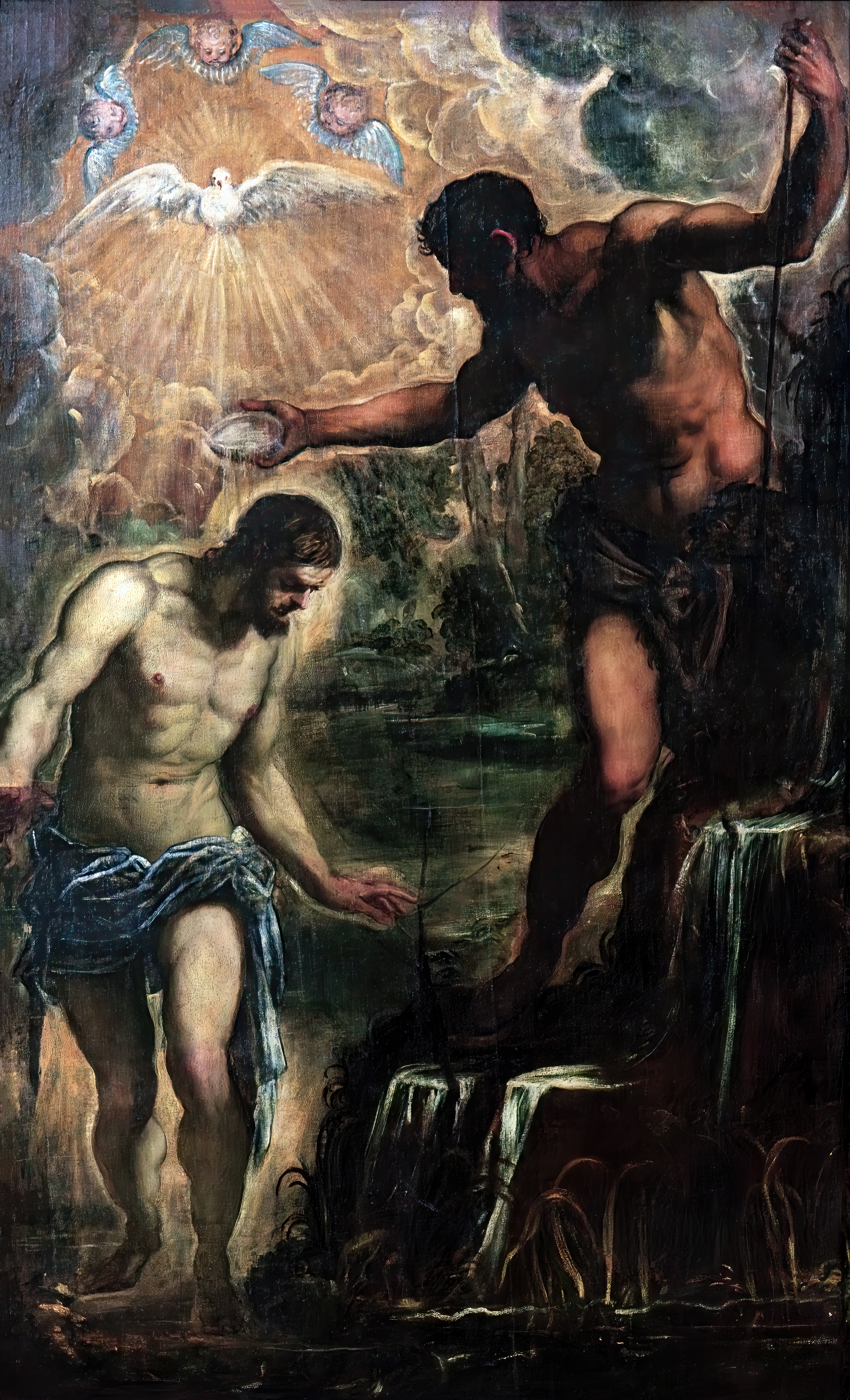
《基督受洗》

《基督受洗》是丁托列托的多幅布面油画的主题，其中威尼斯圣西尔物斯德肋堂的祭坛画是画家最著名的作品之一，绘制于1580 年。    景观以水为主，具有重大的象征意义。 